# DN15A
De DN15A (Drum Național 15A of Nationale weg 15A) is een weg in Roemenië. Hij loopt van Reghin via Teaca naar Sărățel. De weg is 46 kilometer lang. 

## Europese wegen
De volgende Europese weg loopt met de DN15A mee:
- Reghin - Sărățel (gehele lengte)